# Šuraví
Šuraví (persky شوروی‎, tádžicky Шуравӣ) je perský výraz pro slovo „Sovět“ nebo jen „Sovětský svaz“. Byl odvozen od slova šúrá (شورا), slova arabského původu, které znamená „rada“.
Tento výraz také obecně označuje sovětské vojáky a vojenské specialisty v Afghánistánu. Mezi Afghánci se velmi rozšířil. Mezi mudžáhidy bylo populární motto „Marg bar šuraví“, což znamená „smrt Sovětům“.
Ruští veteráni ze sovětsko-afghánské války sami sebe často nazývají šuraví. Toto slovo se v Íránu používá ve významu „SSSR“.